# Tayna Lawrence
Tayna Lawrence (Sinh 17 tháng 9 năm 1975) tại Spanish Town, Jamaica) là một vận động viên điền kinh người Jamaica. Cô dành một huy chương vàng tại Thế vận hội mùa hè 2004 trong nội dung 100 m.
Lawrence tốt nghiệp Đại học Quốc tế Florida, Miami, Florida, Hoa Kỳ. Cô bị chấn thương ở chân và phải trải qua phẫu thuật vào năm 2003, không thể tham gia giải vô địch thế giới tại Paris. Cô đã bị cản trở nghiêm trọng bởi một loạt các gãy xương dai dẳng vào năm 2001, đã khiến cô không thể tham dự giải vô địch thế giới.

## Thành tích cá nhân
100 mét:

- Thời gian: ngày 30 tháng 08 năm 2002

- Địa điểm: Brussels, Bỉ

- Thành tích: 10,93 giây
200 mét:

- Thời gian: ngày01 tháng 05 năm 2000

- Địa điểm: Pointe-à-Pitre, Pháp

- Thành tích: 22,84 giây

## Thành tựu
Thế vận hội mùa hè 2000:

- Năm: 2000

- Địa điểm: Sydney, Australia

- Nội dung: 100 m

- Thành tích: Bạc *
Thế vận hội mùa hè 2000:

- Năm: 2000

- Địa điểm: Sydney, Australia

- Nội dung: 4 x 100 m tiếp sức

- Thành tích: Bạc 
Giải vô địch điền kinh thế giới:

- Năm: 2002

- Địa điểm: Madrid, Tây Ban Nha

- Nội dung: 100 m 

- Thành tích: Bạc 
IAAF Grand Prix:

- Năm: 2002

- Địa điểm: Paris, Pháp

- Nội dung: 100 m 

- Thành tích: Đồng 
Thế vận hội Mùa hè 2004:

- Năm: 2004

- Địa điểm:Athens, Hi Lạp

- Nội dung: 4 x 100 m tiếp sức

- Thành tích: Vàng 
(*) Marion Jones, vận động viên người Mỹ đã hoàn thành ở vị trí đầu tiên, đã bị tước huy chương vàng vào tháng 10 năm 2007 sau một vụ scandal doping. Ekaterini Thanou, vận động viên Hy Lạp xếp hạng hai, sau đó bị đình chỉ trong hai năm sau những vụ bê bối khác nhau tại Thế vận hội mùa hè 2004.

## Video
- Flotrack Videos of Tayna Lawrence